# نهائي كأس رابطة الأندية الإنجليزية المحترفة 2001
نهائي كأس رابطة الأندية الإنجليزية المحترفة 2001 هي المباراة النهائية من منافسة كأس رابطة الأندية الإنجليزية المحترفة 2000–01، أقيمت المباراة في 2001، في ملعب الألفية، بين فريقي نادي ليفربول، وبرمنغهام سيتي، وفاز فيها نادي ليفربول، بعد أن هزم برمنغهام سيتي، بنتيجة 1 - 1، وكان حكم المباراة ديفيد إلاري.

## تفاصيل المباراة
لعبت المباراة النهائية في 2001.
| نادي ليفربول | 1 -1 | برمنغهام سيتي |
| ------------ | ---- | ------------- |
|              |      |               |